# ChatGPT és Wikipédia

ChatGPT

A ChatGPT és a Wikipédia két hatalmas, egyetemes, egymástól nem független tudásforrás. Egymásrautaltságukból adódó együttműködésük a ChatGPT megjelenését követően rövid időn belül, több területen is kialakult.

Wikipédia

A ChatGPT betanításához létfontosságú, működéséhez, fejlesztéséhez elengedhetetlen a Wikipédia, kifejlődött partnerségük, egyre szorosabbá és interaktívabbá vált kapcsolatuk. Ugyanakkor a ChatGPT használatának lehetőségeit és korlátait a Wikipédia bővítésére, és a cikkek szerkesztésére nemzetközi szinten eddig nem határozták meg, még mindig vita tárgyát képezik a Wikipédia közösségében.

## Wikipédia, mint a ChatGPT oktatási alapanyaga
A ChatGPT (Generative Pre-trained Transformer) mesterséges intelligenciamodellként az emberéhez hasonló szöveget generál. A Harvard Business Review a ChatGPT színrelépését a mesterséges intelligencia (MI) új korszaka nyitányaként éltette. Amikor a felhasználó beír egy kérdést, parancsot vagy megjegyzést a ChatGPT motorjának párbeszédpanelébe, a rendszer szinte azonnal szöveges választ ad ugyanazon a nyelven.
Ennek titka az, hogy a ChatGPT egy olyan mesterséges intelligenciával működő chatbot, amely a fejlett természetes nyelvi feldolgozást (natural language processing, NLP) használja motorjaként, hogy valósághű beszélgetéseket folytasson az emberekkel. Bevezetésekor az különböztette meg a többi chatbottól, hogy ultrarealisztikus társalgási készségekkel rendelkezett, beleértve a nyomon követő kérdések feltevésének, a hibák beismerésének és a témákkal kapcsolatos árnyalatok kiemelésének képességét. A nyelvtani és szintaktikai hibák ritkák voltak, az írásbeli szerkezetek pedig logikusak és érthetőek.
A chatbotot kétféle, úgynevezett megerősítő tanulási módszerrel tanították be, az RLHF-fel (Reinforcement Learning from Human Feedback) és a PPO-val (Proximal Policy Optimisation). A szöveg beviteléhez (input) és kimenetéhez (output) a GPT-3.5 AI algoritmust használták (a GPT a Generative Pre-trained Transformer rövidítése, ez szerepel a chatbot nevében). A GPT-3.5 a GPT-3 továbbfejlesztett változata volt, az OpenAI fejlesztése, mely a megerősítő tanulás mellett a felügyelt tanulás módszerét is alkalmazta.
A modell betanításának alapját nagy mennyiségű, emberek által létrehozott szöveg képezte, többnyire internetes szövegtartalmak, melyek széles skáláját használták fel a betanításhoz. Az NLP nem tud konkrétumokat arról, hogy mely dokumentumok, milyen súllyal szerepeltek a képzésében és nem ismeri az egyes adatforrások sajátosságait sem.
A tréningek során a chatbotbetanítási fázisban vált egyértelművé a Wikipédia kitüntetett szerepe, ugyanis a Wikipédia nyílt forráskódú online enciklopédiaként az emberi tudás különböző területeinek olyan átfogó gyűjteménye, mely majd minden nyelven, bárki számára szabadon hozzáférhető. A tudását egyre gyarapító ChatGPT számára is. A Wikipédia által kínált tartalom mind mennyiségében, mind minőségében kulcsfontosságú szerepet játszott a mesterséges intelligenciamodell „intelligenciájának" megteremtésében. A ChatGPT képzési és tanulási folyamata tehát nem fejeződött be a 2022 novemberi debütáláskor, azóta is folyamatos, s ez természetes, hisz például premierjekor a 2021-et követő eseményekről még csak elvétve tudott, tudhatott.
Ahogy az adat (data) egyre inkább meghatározó hatalmi tényezővé (dataizmus, Big data) vált, a Wikipédia egyre inkább a nagy platformok által prioritásként kezelt adattá alakított tények rangos forrásává lett. Az Apple Siri, a Microsoft Bing, a Google Search és Home, valamint az Amazon Alexa egyaránt így tekintettek rá. A Google 2012-ben olyan újítással jelentkezett, amely még inkább felértékelte a Wikipédiát, annak információit és rendezett adathalmazát. A Knowledge graph, a Google agyközpontja, mely egy hatalmas, több milliárd adatot tartalmazó, főként a Wikipédiából kinyert adatbázist rejtett magába.
A Wikipédia legfontosabb alapvetései egyike, hogy nem az első közlés helye, szócikkei csak másodlagos forrásokon alapulhatnak. Mivel nem tartja magát akadémikus forrásnak, a saját szócikkei készítéséhez sem fogadja el a Wikipédia-forrásokat forrásként szerkesztőitől. Ezzel együtt a ChatGPT betanítása során a Wikipédia kiemelt, megkülönböztetett szerepét az indokolta, hogy összehasonlítva az egyéb, képzéséhez használt nyers szövegforrásokkal, azoknál tudományos szempontból meghatározóan strukturáltabb, ellenőrzöttebb, pontosabb és komplexebb információkat nyújtott, magasabb minőséget hordozott. Ez magától értetődő, mert a Wikipédia szócikkei folyamatos és többszintű belső ellenőrzésen esnek át. Háromszázat meghaladó számú nyelven lehet hozzájuk férni; tartalma sokszínű és egyedülállóan kiterjedt. Később is, mind a mai napig, a ChatGPT „naprakészsége" szempontjából stratégiai szerepet játszik, hogy Wikipédia-forrása időben folyamatosan, dinamikusan frissül; ideális platformot biztosít ahhoz, hogy nagy mennyiségű és sokrétű adatból képezze tovább magát. A Wikipédia infoboxaiban megadott információknak kiemelt, meghatározó jelentősége van, ezeket input prioritásként kezeli a ChatGPT csakúgy, mint a Google, a Bing vagy a Yahoo a személyekről, cégekről, helyekről, eseményekről a tudástáblájában, vagy ténydobozában.
A ChatGPT egyik legfontosabb erőforrásaként használja a Wikipédiát, vannak azonban korlátok, melyeket figyelembe kell vennie. A Wikipedia tényszerűsége magas szintet képvisel, de nem tökéletes. A ChatGPT-nek ezért meg kell tanulnia kezelni a következetlenségeket, félinformációkat és elfogultságokat. Mindazonáltal Wikipédiából „csak egy van”, ezért minden mesterséges intelligencia-eszköz megkerülhetetlenül csak a Wikipédiát prioritásként kezelő betanítási elvek mentén képezheti ki „magát", majd működhet. Ez a tény idővel egyre továbberősíti és felértékeli a Wikipédia nyílt forráskódú, közösségvezérelt modelljének fontosságát és jelentőségét a ChatGPT-n túl a teljes MI univerzumban.

## Wikipédia, mint a ChatGPT erőforrása
Az OpenAI a ChatGPT funkcionális továbbfejlesztését bővítmények, pluginok beiktatása segítségével oldja meg. A felhasználók számára ez a plugin-rendszer teszi lehetővé a mesterséges intelligencia személyre szabott funkcionális bővítését.
Azon túl, hogy a ChatGPT kifejlesztésében a Wikipédiának a fentiek szerint stratégiai jelentősége volt , az OpenAI által  létrehozott Wikipedia ChatGPT Plugin egy olyan bővítmény, amely operatív szinten teszi lehetővé a ChatGPT számára, hogy általános ismeretekre vonatkozó kérdésekre válaszolva, azok alapjaként keresse meg és foglalja össze a legfrissebb információkat a Wikipédiából.
A Wikipedia ChatGPT Plugin a Wikipédiából származó naprakész információkkal bővíti a ChatGPT-vel való interakciókat, az információk gyors és hatékony elérésének eszközeként funkcionál, mintegy mini enciklopédiaként működve. A bővítmény a széles körű ChatGPT ökoszisztéma része, amely magában foglalja a fő ChatGPT szolgáltatást és annak prémium változatát, a ChatGPT Plus-t is. A bővítmény kiegészíti a ChatGPT tudásszolgáltatását, lehetővé teszi a felhasználók számára, hogy közvetlenül a mesterséges intelligenciával rendelkező chatbottal folytatott beszélgetéseik során férjenek hozzá a Wikipédia tartalmakhoz.
A Wikipedia ChatGPT Plugin a meglévő kereső API-t használja az információhoz kulcsfontosságú Wikipédia-cikkek megtalálásához. Ezt követően a 4 legfontosabb releváns cikkből idézi a 12 legfontosabb szövegrészletet. A plugin megadja a cikkekre mutató forráslinkeket és igazolja az információk felhasználásának jogtisztaságát is.

## A Wikipédia ChatGPT felé irányuló forrásfenntarthatósága
A Wikipédiának 2025 elejére komoly technikai kihívásokkal kellett szembenéznie a ChatGPT és a többi MI által vezérelt chatbot megnövekedett forgalma miatt. Ezek a botok automatizált módon gyűjtötték be a nyíltan elérhető tartalmakat, hogy azokat MI-modellek, például nagy nyelvi modellek (LLM-ek) továbbtanítására használják fel. 2024 januárja óta, alig több mint egy év alatt a multimédiás tartalmak letöltéséhez szükséges sávszélesség 50 százalékkal nőtt, meghatározóan a ChatGPT tevékenysége miatt. Bár ezekhez a bottevékenységekhez csupán az összes oldalmegtekintés 35 százaléka társult, mégis a legnagyobb erőforrás-igényű forgalom 65 százalékáért is ők feleltek. Ez a diszproporció abból adódott, hogy míg az emberi felhasználók gyakran a népszerűbb oldalakat látogatják, amelyek gyorsítótárból (cache) kiszolgálhatóak, addig a ChatGPT és bottársai ritkábban látogatott oldalakat is lekérnek, amelyek kiszolgálása közvetlenül a központi adatközpontból történik, így nagyobb erőforrás-terhelést okoznak.
A Wikipédia mederben akarta tartani a ChatGPT megjelenésével felgyorsult folyamatokat és mindent megtett a fenntartható fejlődés rövidtávú megteremtésért. Ezért 2025 elején egyrészt technikai lépéseket tett, ezekkel korlátozta a túlzott mennyiségű adatlekéréseket végző botokat, a legagresszívebb chatbotok forgalmát pedig blokkolta. Az volt a céljuk ezekkel a lépésekkel, hogy megelőzzék a szolgáltatások lelassulását vagy elérhetetlenné válását az emberi felhasználók számára. Másrészt a fenntartható infrastruktúrahasználat mielőbbi kialakítását tűzték ki célul maguk elé célul. 2026-ra 20 százalékkal csökkentett chatbotok által generált lekérést és 30 százalékkal csökkentett botsávszélesség-felhasználást kívántak elérni.  Ennek érdekében ösztönözni kívánták a fejlesztőket és újrahasznosítókat, hogy a hivatalos, támogatott hozzáférési csatornákat használják, és felelősségteljesen használják fel az infrastruktúrát.
A Wikipédia hangsúlyozta, hogy bár a tartalmaik szabadon hozzáférhetők, az infrastruktúra fenntartása jelentős költségekkel jár. Ezért elvárják, hogy a ChatGPT és a többi MI-fejlesztő felelősségteljesen használja a Wikipédia erőforrásait, és adott esetben járuljon hozzá azok fenntartásához. Ellenkező esetben korlátozásokat kell bevezetnie, amelyek csökkenthetik a nyílt hozzáférésű tudás elérhetőségét.

## A ChatGPT mint forrás
Az egymásrautaltság idővel egyre erősebbé válik, a ChatGPT is hatalmas lehetőségeket kínál a Wikipédia fejlesztésére. A mesterséges intelligencia olyan feladatokban segíthet, mint a vandalizmus felderítése, szerkesztési javaslatok, vagy akár a csonkcikkek kiegészítése. Ezek a példák is igazolják, hogy a kapcsolat  idővel valóban egyre inkább szimbiózissá alakulhat.
A ChatGPT a meglévő Wikipédia szócikkek alapján új tartalmak létrehozásában is segíthet, képes lehet összetett szócikkek egyszerűsített változatát létrehozni, hatékonyan növelve az információk hozzáférhetőségét és elérhetőségét. Javíthatja a Wikipédia megbízhatóságát és pontosságát, használható az információk tényszerűségének ellenőrzésére, az elfogultságok azonosítására és korrigálására, valamint elősegítheti a szócikkek semleges nézőpontjának (NPOV) magvalósulását. A tartalom minőségének javításával a ChatGPT hozzájárulhat a Wikipédia hitelességének és ezáltal jelentőségének növeléséhez.
A ChatGPT növelheti a Wikipédia hozzáférhetőségét azáltal, hogy fordításokat kínál, összefoglalókat készít a gyors megértés érdekében, vagy hangos változatot kínál a szócikkekből. Minél könnyebb a felhasználók számára a Wikipédia tartalmának elérése és megértése, annál fontosabbá és népszerűbbé válik általánosan a Wikipédia mint tudásforrás. A fentiek hozzájárulnak a Wikipédia népszerűsítéséhez.

## A Wikipédia-közösség és a ChatGPT
A ChatGPT megjelenése óta heves vita folyik a Wikipédia-közösségen belül arról, hogy a konkrét Wikipédia szerkesztés során lehessen-e, s ha igen, akkor miként lehessen használni a mesterséges intelligenciát. Még nem dolgoztak ki olyan ajánlásokat, amelyek kifejezetten a ChatGPT-vel való szerkesztésre vonatkoznának, bár a plágiumot tiltó és ellenőrzést előíró belső irányelvek értelemszerűen tiltják az MI által generált információk és szövegek forráskritika nélküli szócikkbeillesztését. Egyes wikipédisták szerint a ChatGPT használatát teljesen be kellene tiltani, még akkor is, ha az így szerkesztett cikkeket később hús-vér szerkesztők ellenőrzik. Szerintük a mesterséges intelligencia túlságosan is képes hihető valótlanságokat állítani. Az a veszély is fennáll, hogy a Wikipédia szerkesztői nehezebben tudják ellenőrizni a közzétett tartalmakat.
Ugyanakkor már jóval korábban, 2002-ben egy Ram-Man néven szerkesztő wikipédista rambot névre keresztelt önműködő eszközével elkezdte automatikusan generálni az amerikai városok Wikipédia-szócikkeit az amerikai népszámlálási adatokra támaszkodva . Ezzel egy korábban teljesen szokatlan, új szerkesztési gyakorlatot honosított meg. Az újítás praktikus előnyeit felismerve a Wikipédia-közösség még ugyanabban az évben elfogadta, hogy bizonyos esetekben lehessen használni chatbotokat szerkesztésre. Így széles körben elfogadottá, és több mint két évtizede világszerte használttá váltak azok a botok, amelyek automatikusan felismerik a vandalizmust és kiszűrik a vulgáris szövegeket éppúgy, mint a káromkodásokat.
Andrew Lih, a washingtoni Smithsonian Institution wikimédiás munkatársa, aki 2003 óta önkéntes Wikipédia-szerkesztő, azt állítja, hogy a ChatGPT-ben rejlő lehetőség egy wikipédista számára a kezdeti tehetetlenség leküzdésében és az „aktivációs energia" megtalálásában segíthet. Úgy tekint a ChatGPT-re, mint a wiki szoftver készítőjéről és fejlesztőjéről, Ward Cunninghamről elnevezett Cunningham-törvény megvalósíthatóságának újszerű lehetőségére. Cunningham törvénye szerint a legjobb módja annak, hogy helyes válaszhoz jussunk az interneten nem az, hogy felteszünk egy kérdést, hanem az, hogyha közzéteszünk egy rossz választ. Az analógia szerint mostantól a legegyszerűbb módja annak, hogy egy jó szócikk készüljön az, ha egy meglehetősen rossz, de nem teljesen rossz, ChatGPT által generált változatot tesznek közzé továbbszerkesztésre.

## Az első ChatGPT szócikk
Az első ChatGPT közreműködésével készült Wikipédia szócikket 2022. december 6-án tette közzé az angol nyelvű Wikipédiában –máig megtekinthetően – Richard Knipel, egy régóta Pharos néven szerkesztő wikipédiás 'Artwork title' („A mű címe") címmel. Szerkesztői összefoglalójában azt írta, hogy ez csak egy ChatGPT-vel készített vázlat, amelyet később módosít.  A ChatGPT egy átlagos, nyelvtanilag hibátlan verziót készített a tárgyban. A Knipelhez hasonló wikipédisták úgy vélik, hogy a ChatGPT-t eszközként lehet használni a Wikipédián belül anélkül, hogy az emberi szerep leértékelődne. A chatbot által generált nyers szöveg hasznos kiindulópontként vagy vázlatként szolgálhat, amelyet aztán a szerkesztő ellenőrizhet és kidolgozhat. Knipel kijelentette: „Mindig tökéletlen információkkal rendelkezünk, és aztán kijavítjuk őket. Ha azt mondják, hogy a ChatGPT használata eredendő bűn, nos akkor erre azt válaszolom, hogy én nem hiszek az eredendő bűnben".